# Стюарт Літтл
«Стюарт Літтл» (англ. Stuart Little) — фільм 1999 року режисера Роба Мінкоффа по однойменному твору Елвіна Брукса Вайта. Автор адаптованого сценарію — М. Найт Шьямалан. У фільмі використано поєднання живих акторів з 3D-анімацією.

## Сюжет
Джордж Літтл мріє про молодшого братика. Одного разу його бажання виконується вельми незвичайним чином — батьки приносять в будинок крихітне мишеня, на ім'я Стюарт. Виявляється, чоловік і жінка Літтл побачили крихітку в дитячому притулку і вирішили його всиновити. Так у Джорджа з'являється братик, одягнений в симпатичний ляльковий костюмчик, неймовірно милий і чарівний.
Незвичайного члена сімейства відразу ж не злюбив хазяйський кіт Сніжок, який спочатку терпить присутність хвостатого прибульця тільки через страх бути покараним. Кота гризуть ревнощі й заздрість, однак він змушений стримувати свої почуття. Але коли звістка про те, що під одним дахом зі Сніжком живе миша, доходить до вух його друга, бродячого кота Монті, терпінню домашнього улюбленця приходить кінець, і він вирішує якимось способом позбутися від Стюарта.
Пухнастик вступає в змову з дворовою котячою бандою, ватажок якої, Димок, обіцяє допомогти новому товаришеві.
У двері будинку Літтлів стукає мишаче подружжя Стаут. Подружжя відразу заявляє, що Стюарт — це їх загублений синочок. Тато і мама Джорджа погоджуються повернути чадо справжнім батькам. Але незабаром з'ясовується, що вони шахраї, підкуплені Димкою. Мишей мучить совість, і вони повідомляють Стюарту про обман. Той рятується втечею.
Повернувшись додому, малюк застає там Сніжка, який заявляє бідоласі, що тут його більше не чекають і не люблять. В горі мишеня кидається в парк, де його вже чекає котяча банда. Лиходії заганяють крихітку на дерево. Димок запрошує Сніжка на розправу з суперником, але той більше не бажає малюкові смерті й просить котів зупинитися, але ті не погоджуються. Тоді пухнастик вступає в бій з бандитами та скидає їх в ставок, добити ватажка йому допомагає мишеня. Разом друзі повертаються додому.

## В ролях
- Джонатан Ліпнікі — Джордж Літтл
- Джина Девіс — Елеонора Літтл, мати Джорджа
- Х'ю Лорі — Фредерік Літтл, батько Джорджа
- Джеффрі Джонс — Креншоу Літтл, дядько Джорджа, брат Фредеріка
- Конні Рей — Тіна Літтл, дружина Крешноу
- Елліс Біслі — Беатріс Літтл, тітка Джорджа, сестра Фредеріка та Креншоу
- Брайан Дойл-Мюррей — Едгар Літтл, двоюрідний брат Беатріс, Креншоу та Фредеріка
- Естель Гетті — Естель Літтл, бабуся Джорджа по лінії батька
- Гарольд Гулд — Спенсер Літтл, дідусь Джорджа по лінії батька
- Дебні Коулмен — доктор Бічвуд
- Джон Політо — детектив Шерман
- Джим Дуган — детектив Аллен
- Дженніфер Тіллі —  Камілла Стаут

### Ролі озвучили
- Майкл Джей Фокс — Стюарт Літтл, антропоморфне біле мишеня
- Натан Лейн —  Сніжок, перський кіт
- Чез Палмінтері — Смокі, кіт породи шартрез
- Стів Зан — Монті, кіт породи таббі
- Джим Дуган — Лакі, сіамський кіт
- Девід Алан Грір — Ред, американський короткошерстий кіт

## Нагороди та номінації
- 2000 — «Супутник» — Кращі візуальні ефекти

### Номінації
- 2000 — «Оскар» — Кращі візуальні ефекти
- 2000 — «Сатурн» — Кращий фільм-фентезі
- 2000 — «Сатурн» — Кращі спецефекти
- 2000 — «Сатурн» — Краща актриса другого плану — Джина Девіс
- 2000 — «Енні» — Видатний особистий внесок в анімацію персонажів — Шон Муллен
- 2000 — «Енні» — Видатний особистий внесок в анімаційні ефекти — Роб Бредоу
- 2000 — «Енні» — Видатний особистий внесок у сценарій анімаційного фільму — М. Найт Ш'ямалан, Грег Брукер
- 2000 — «Супутник» — Кращий художній, анімаційний або поєднаний фільм